# Gotthardský železniční tunel

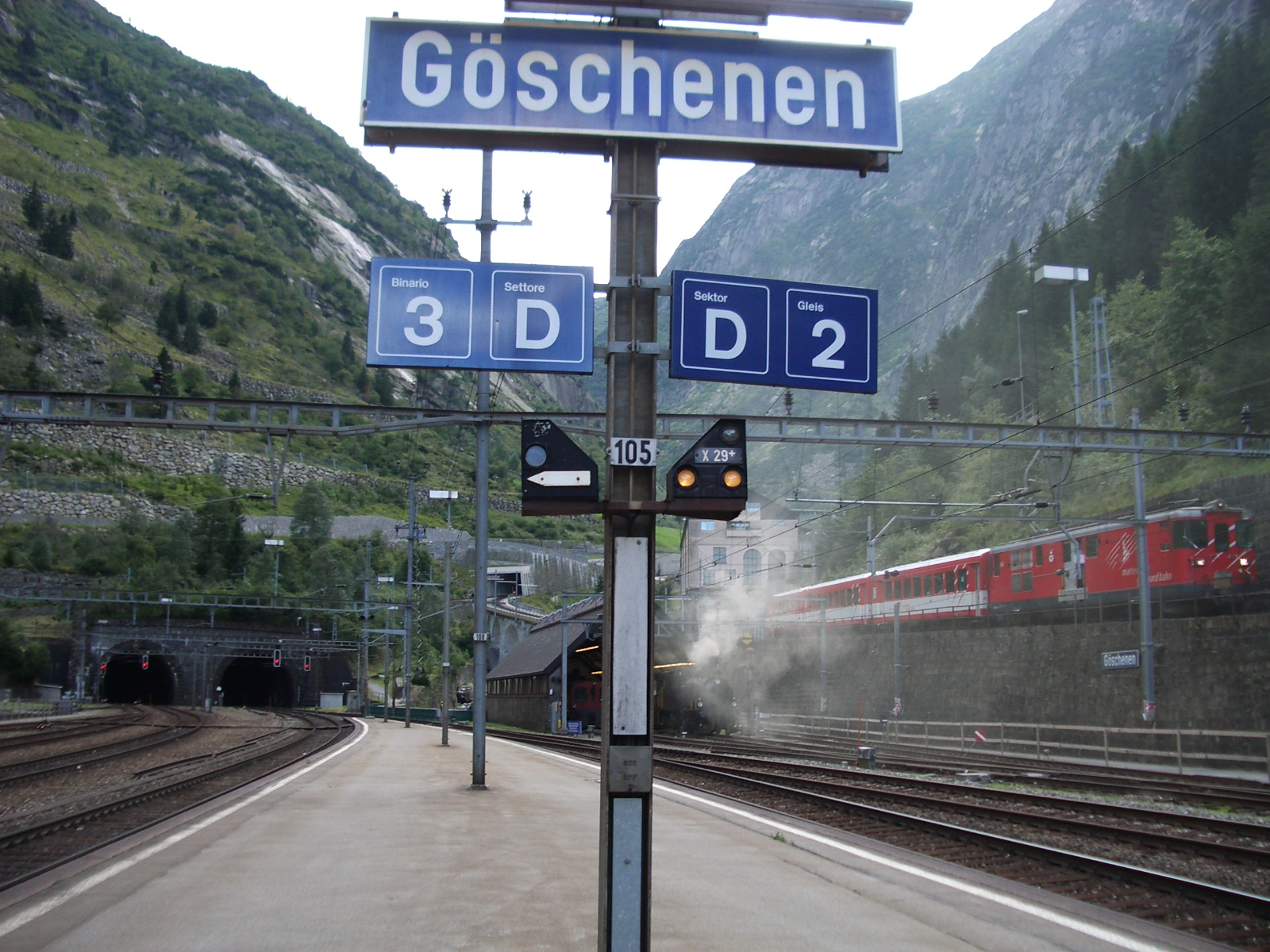
Severní portál Gotthardského tunelu

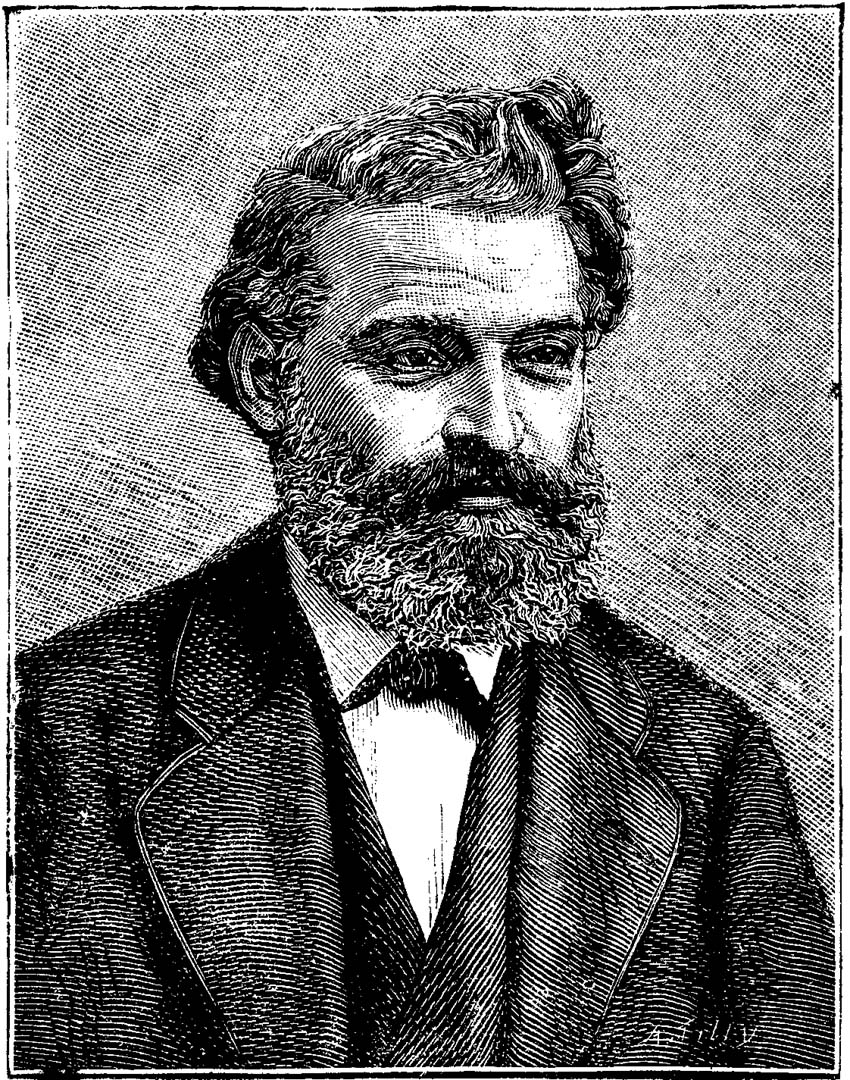
Louis Favre

Gotthardský tunel je 15 km dlouhý železniční tunel ležící ve Švýcarsku mezi městy Göschenen a Airolo. Tunel prochází napříč Gotthardským masivem. Dopravu v tunelu provozuje především společnost SBB.

## Charakteristika
Tunel je dvojkolejný normálněrozchodný. Severní portál leží u města Göschenen ve výšce 1106 m a jižní portál leží nedaleko města Airolo ve výšce 1142 m. Nejvyšší bod tunelu je v nadmořské výšce 1 151 m, přibližně v osmém km od severního portálu. V desátém km tunel prochází hranicí mezi kantonem Uri a kantonem Ticino. Jízda tunelem trvá asi 7–8 minut.

## Historie

### Průběh stavby tunelu
Tunel byl stavěn v letech 1871–1881. Stavba byla vedena švýcarským inženýrem Louisem Favre, který zemřel na infarkt uvnitř tunelu v roce 1879. Stavba byla znesnadňována obrovskými finančními, technickými a geologickými problémy; nedostatek financí měl za následek ztížené pracovní podmínky a úspory v oblasti zajištění bezpečnosti ražby.
V tunelu během stavby zemřelo kolem 200 pracovníků (přesné číslo není známo) a to zejména kvůli průvalům vody a následným zátopám. Mnozí byli také zabiti vlaky, které vyvážely vydolovanou horninu z tunelu. V roce 1875 proběhla velká stávka dělníků rozehnaná švýcarskou armádou, jejímiž oběťmi byli čtyři mrtví a 13 zraněných. Blízko nádražní budovy v Airolo je památník věnovaný pracovníkům, kteří zemřeli při stavbě tunelu. Památník vytvořil umělec Vincenzo Vela.

### Provoz tunelu
Tunel byl nakonec uveden do provozu v roce 1882 a byl provozovaný privátní společností Gotthardbahn, která vedla z Immensee (na trase z Zürichu) do Chiassa na italské hranici. V roce 1920 projela tunelem první elektrifikovaná souprava. Kvůli potížím vzniklým při současném provozu parních a elektrických lokomotiv muselo být sníženo napětí z běžných 15 kV na 7.5 kV, protože špína a mastnota usazená na izolátorech způsobovala zkraty.

## Budoucnost
Budoucnost tunelu po otevření Gotthardského úpatního tunelu (Gotthard Basistunnel), jehož zprovoznění pro pravidelnou dopravu se uskutečnilo 11. prosince 2016, je zatím nejistá. Předpokládá se využití pro těžké nákladní vlaky, zatímco rychlá osobní doprava (200–250 km/h) bude využívat nový tunel. Těžké nákladní vlaky s maximální rychlostí pouze 100–120 km/h by tak nenarušovaly provoz. Na staré trati je ve vrcholovém tunelu maximální povolená rychlost pro všechny druhy vlaků 80 km/h. To je však v rozporu s tezí využívat úpatní tunel pro dlouhé a těžké vlaky bez nutnosti využívat přípřež nebo postrk.

## Sousední tunely
V sousedství Gotthardského železničního tunelu, jsou vybudovány ještě dva tunely. Jeden z nich je Gotthardský silniční tunel (16,4 km, otevřen v roce 1980) a Gotthardský úpatní tunel (57 km, otevřen 11. prosince 2016). Tento tunel je nejdelší na světě.